# 细鳞壮绵鳚
细鳞壮绵鳚，為輻鰭魚綱鱸形目绵鳚亞目绵鳚科的其中一種，分布於東北太平洋區的加拿大卑詩省海域，屬底棲性魚類，棲息深度1728-2907公尺，體長可達46.5公分。

## 扩展阅读
維基物種上的相關：细鳞壮绵鳚